# SPICE (protocole)
Pour les articles homonymes, voir SPICE.
SPICE (acronyme anglais de « Simple Protocol for Independent Computing Environments », signifiant « Protocole simple pour des environnements informatiques indépendants ») est un protocole de communication, utilisé en général en virtualisation, pour visualiser et gérer à distance un système d'exploitation.
Le protocole permet les transferts de données en clair ou chiffrées via TLS.
À l'origine, la première implémentation, par Qumranet, était propriétaire, mais à la suite du rachat de cette société par Red Hat, le protocole et le logiciel furent passés en logiciel libre à sources ouvertes.

## Implémentations

### Bibliothèques
- Le module Spice-protocol (protocole spice) est sous licence BSD et fonctionne sous Linux et Windows
- Le module Spice est sous licence LGPLv2+ et fonctionne sous Linux et Windows
- Le module Spice-GTK, sous licence LGPLv2+ est un client SPICE utilisant le toolkit GTK et basé sur la Glib.
- Le module Spice-HTML5, sous double licence, GPLv3+ et LGPLv3+ est écrit en HTML5 et inclut Javascript, il doit se connecter à un proxy WebSocket pour se connecter au serveur.

### Applications
- Les outils de virtualisation QEMU et KVM permettent de fournir un service SPICE.
- Xspice permet d'exporter un affichage d'xorg via SPICE.
- virt-viewer utilise Spice-GTK pour le protocole SPICE, il permet également l'utilisation du protocole VNC.
- OVirt, un système de nuage privé, utilise le protocole SPICE pour la gestion à distance.